# 허리

허리-엉덩이 비율

허리(waist)는 배의 뒤 부분이다. 사람은 엉덩이 위쪽 등과 배의 옆부분이 허리이고, 곤충 중 개미는 배와 가슴 사이가 허리이다.
허리둘레(waistline)란 허리가 가장 잘록해지는 수평선, 즉 허리의 전체적인 모습을 말한다.

## 구조
허리 둘레는 사람마다 다르다. 한 연구에 따르면 기술자가 수행한 측정과 달리 자가 보고 측정은 허리 둘레를 과소평가했으며 이러한 과소평가는 신체 크기가 증가할수록 증가하는 것으로 나타났다. 연구 결과, 배꼽 수준에서 측정한 허리둘레는 원래 허리에서 측정한 허리둘레보다 더 컸다.
자연스러운 허리 라인을 찾으려면 똑바로 서서 다리와 엉덩이를 곧게 유지하면서 옆으로 기울이면 된다. 몸통 주름이 있는 부분이 자연스러운 허리 라인이다.

### 허리 측정
허리 둘레는 가장 낮은 갈비뼈와 엉덩뼈능선 사이의 중간 위치에서 측정한다. 인체측정학에서 적정 확률이 높은 다른 대안으로는 등의 잘록한 허리 부분(Small of the Back, SOB) + 2cm로 간주할 수 있다.

## 같이 보기
- 복부비만
- 벨리댄스
- 신체 개조
- 인체
- 배꼽
- 가슴